# Giải vô địch bóng đá nữ U-19 châu Âu
Giải vô địch bóng đá nữ U-19 châu Âu (tiếng Anh: UEFA Women's Under-19 Championship) là giải bóng đá nữ được tổ chức thường niên dành cho các đội tuyển quốc gia lứa tuổi dưới 19 thuộc Liên đoàn bóng đá châu Âu (UEFA). Giải cũng đồng thời là vòng loại Giải vô địch bóng đá nữ U-20 thế giới khu vực châu Âu vào các năm lẻ. Giải bắt đầu từ mùa giải 1997–98 với danh nghĩa giải U-18 và chuyển sang U-19 từ mùa 2001–02.

## Thể thức
Giải gồm hai giai đoạn chính: vòng loại với sự tham gia của tất cả các đội trừ chủ nhà, và vòng chung kết gồm 8 đội. Tại vòng chung kết các đội được chia thành 2 bảng, mỗi bảng 4 đội, thi đấu theo thể thức vòng tròn tính điểm, chọn hai đội nhất vào bán kết. Các đội thắng bán kết giành quyền vào chơi trận chung kết; trận tranh giải ba không được tổ chức.

## Kết quả
| Năm           | Chủ nhà               | Vô địch                     | Tỉ số                       | Á quân                      | Các đội thua bán kết        | Các đội thua bán kết        | Các đội thua bán kết        |
| ------------- | --------------------- | --------------------------- | --------------------------- | --------------------------- | --------------------------- | --------------------------- | --------------------------- |
| 1998 Chi tiết | Chung kết hai lượt    | · Đan Mạch                  | 2–0 / 2–3                   | · Pháp                      | Đức và Thụy Điển            | Đức và Thụy Điển            | Đức và Thụy Điển            |
| Năm           | Chủ nhà               | Vô địch                     | Tỉ số                       | Á quân                      | Hạng ba                     | Tỉ số                       | Hạng tư                     |
| 1999 Chi tiết | Thụy Điển             | · Thụy Điển                 | Thi đấu vòng tròn           | · Đức                       | · Ý                         | Thi đấu vòng tròn           | · Na Uy                     |
| 2000 Chi tiết | Pháp                  | · Đức                       | 4–2                         | · Tây Ban Nha               | · Thụy Điển                 | Thi đấu vòng tròn           | · Pháp                      |
| 2001 Chi tiết | Na Uy                 | · Đức                       | 3–2                         | · Na Uy                     | · Đan Mạch                  | 1–0                         | · Tây Ban Nha               |
| Năm           | Chủ nhà               | Vô địch                     | Tỉ số                       | Á quân                      | Các đội thua bán kết        | Các đội thua bán kết        | Các đội thua bán kết        |
| 2002 Chi tiết | Thụy Điển             | · Đức                       | 3–1                         | · Pháp                      | Đan Mạch và Anh             | Đan Mạch và Anh             | Đan Mạch và Anh             |
| 2003 Chi tiết | Đức                   | · Pháp                      | 2–0                         | · Na Uy                     | Anh và Thụy Điển            | Anh và Thụy Điển            | Anh và Thụy Điển            |
| 2004 Chi tiết | Phần Lan              | · Tây Ban Nha               | 2–1                         | · Đức                       | Ý và Nga                    | Ý và Nga                    | Ý và Nga                    |
| 2005 Chi tiết | Hungary               | · Nga                       | 2–2 6–5 ((p)                | · Pháp                      | Phần Lan và Đức             | Phần Lan và Đức             | Phần Lan và Đức             |
| 2006 Chi tiết | Thụy Sĩ               | · Đức                       | 3–0                         | · Pháp                      | Đan Mạch và Nga             | Đan Mạch và Nga             | Đan Mạch và Nga             |
| 2007 Chi tiết | Iceland               | · Đức                       | 2–0 (s.h.p.)                | · Anh                       | Pháp và Na Uy               | Pháp và Na Uy               | Pháp và Na Uy               |
| 2008 Chi tiết | Pháp                  | · Ý                         | 1–0                         | · Na Uy                     | Đức và Thụy Điển            | Đức và Thụy Điển            | Đức và Thụy Điển            |
| 2009 Chi tiết | Belarus               | · Anh                       | 2–0                         | · Thụy Điển                 | Pháp và Thụy Sĩ             | Pháp và Thụy Sĩ             | Pháp và Thụy Sĩ             |
| 2010 Chi tiết | Bắc Macedonia         | · Pháp                      | 2–1                         | · Anh                       | Đức và Hà Lan               | Đức và Hà Lan               | Đức và Hà Lan               |
| 2011 Chi tiết | Ý                     | · Đức                       | 8–1                         | · Na Uy                     | Ý và Thụy Sĩ                | Ý và Thụy Sĩ                | Ý và Thụy Sĩ                |
| 2012 Chi tiết | Thổ Nhĩ Kỳ            | · Thụy Điển                 | 1–0 (s.h.p.)                | · Tây Ban Nha               | Đan Mạch và Bồ Đào Nha      | Đan Mạch và Bồ Đào Nha      | Đan Mạch và Bồ Đào Nha      |
| 2013 Chi tiết | Wales                 | · Pháp                      | 2–0 (s.h.p.)                | · Anh                       | Phần Lan và Đức             | Phần Lan và Đức             | Phần Lan và Đức             |
| 2014 Chi tiết | Na Uy                 | · Hà Lan                    | 1–0                         | · Tây Ban Nha               | Cộng hòa Ireland và Na Uy   | Cộng hòa Ireland và Na Uy   | Cộng hòa Ireland và Na Uy   |
| 2015 Chi tiết | Israel                | · Thụy Điển                 | 3–1                         | · Tây Ban Nha               | Pháp và Đức                 | Pháp và Đức                 | Pháp và Đức                 |
| 2016 Chi tiết | Slovakia              | · Pháp                      | 2–1                         | · Tây Ban Nha               | Hà Lan và Thụy Sĩ           | Hà Lan và Thụy Sĩ           | Hà Lan và Thụy Sĩ           |
| 2017 Chi tiết | Bắc Ireland           | · Tây Ban Nha               | 3–2                         | · Pháp                      | Hà Lan và Đức               | Hà Lan và Đức               | Hà Lan và Đức               |
| 2018 Chi tiết | Thụy Sĩ               | · Tây Ban Nha               | 1–0                         | · Đức                       | Na Uy và Đan Mạch           | Na Uy và Đan Mạch           | Na Uy và Đan Mạch           |
| 2019          | Scotland              | · Pháp                      | 2–1                         | · Đức                       | Tây Ban Nha và Hà Lan       | Tây Ban Nha và Hà Lan       | Tây Ban Nha và Hà Lan       |
| 2020          | Georgia               | Bị hủy do Đại dịch COVID-19 | Bị hủy do Đại dịch COVID-19 | Bị hủy do Đại dịch COVID-19 | Bị hủy do Đại dịch COVID-19 | Bị hủy do Đại dịch COVID-19 | Bị hủy do Đại dịch COVID-19 |
| 2021          | Belarus               | Bị hủy do Đại dịch COVID-19 | Bị hủy do Đại dịch COVID-19 | Bị hủy do Đại dịch COVID-19 | Bị hủy do Đại dịch COVID-19 | Bị hủy do Đại dịch COVID-19 | Bị hủy do Đại dịch COVID-19 |
| 2022          | Cộng hòa Séc          | · Tây Ban Nha               | 2–1                         | · Na Uy                     | Pháp và Thụy Điển           | Pháp và Thụy Điển           | Pháp và Thụy Điển           |
| 2023          | Bỉ                    | · Tây Ban Nha               |                             | · Đức                       | Pháp và Hà Lan              | Pháp và Hà Lan              | Pháp và Hà Lan              |
| 2024          | Litva                 | · Tây Ban Nha               |                             | · Hà Lan                    | Pháp và Anh                 | Pháp và Anh                 | Pháp và Anh                 |
| 2025          | Ba Lan                |                             |                             |                             |                             |                             |                             |
| 2026          | Bosnia và Herzegovina |                             |                             |                             |                             |                             |                             |
| 2027          | Hungary               |                             |                             |                             |                             |                             |                             |

## Các đội lọt vào top 4

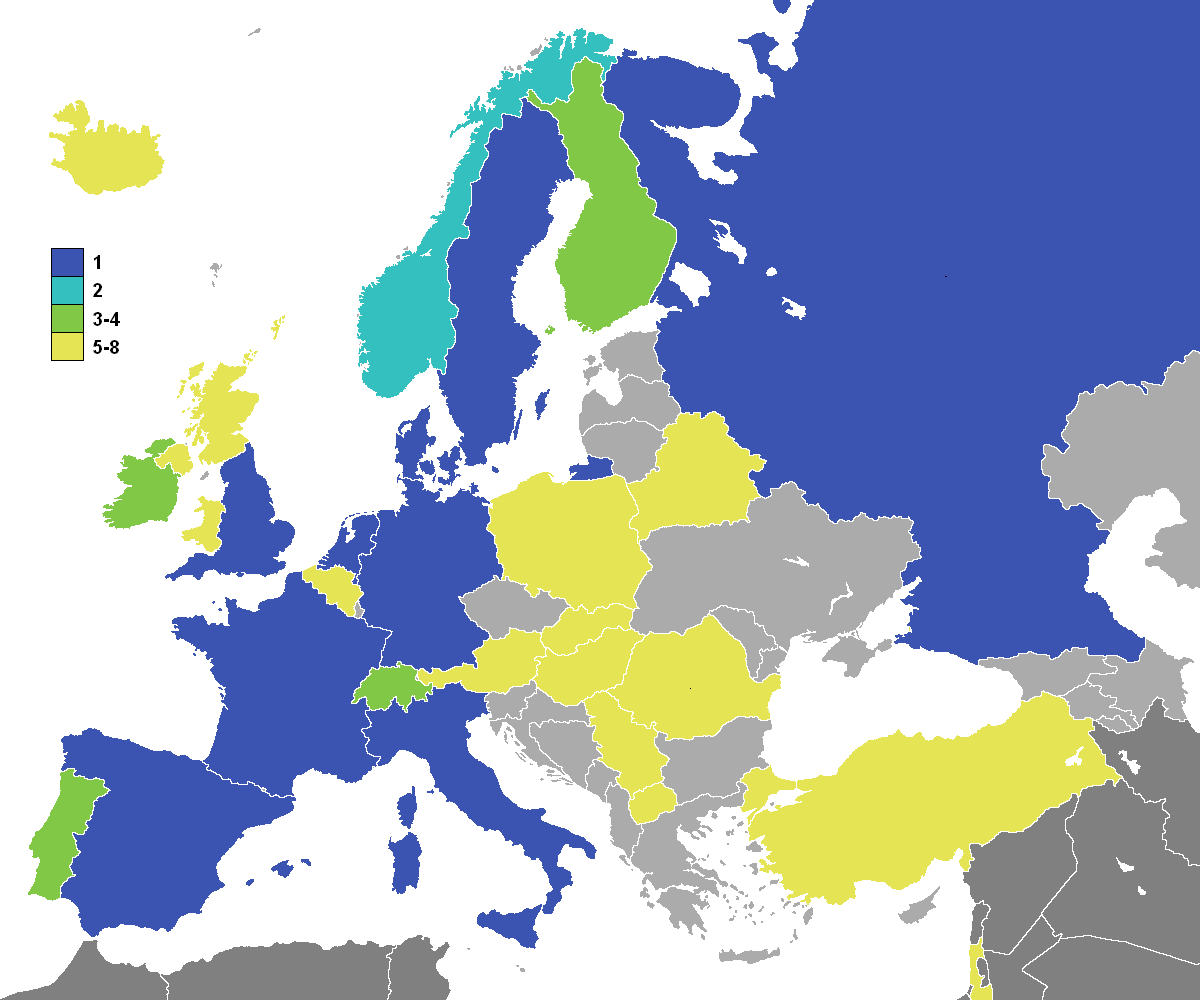
Bản đồ thành tích cao nhất của các đội

| Quốc gia         | Vô địch                                | Á quân                           | Hạng 3   | Hạng 4   | Bán kết                                      | Top 4 |
| ---------------- | -------------------------------------- | -------------------------------- | -------- | -------- | -------------------------------------------- | ----- |
| Đức              | 6 (2000, 2001, 2002, 2006, 2007, 2011) | 5 (1999, 2004, 2018, 2019, 2023) |          |          | 7 (1998, 2005, 2008, 2010, 2013, 2015, 2017) | 18    |
| Tây Ban Nha      | 6 (2004, 2017, 2018, 2022, 2023, 2024) | 5 (2000, 2012, 2014, 2015, 2016) |          | 1 (2001) | 1 (2019)                                     | 13    |
| Pháp             | 5 (2003, 2010, 2013, 2016, 2019)       | 5 (1998, 2002, 2005, 2006, 2017) |          | 1 (2000) | 6 (2007, 2009, 2015, 2022, 2023, 2024)       | 17    |
| Thụy Điển        | 3 (1999, 2012, 2015)                   | 1 (2009)                         | 1 (2000) |          | 4 (1998, 2003, 2008, 2022)                   | 9     |
| Anh              | 1 (2009)                               | 3 (2007, 2010, 2013)             |          |          | 3 (2002, 2003, 2024)                         | 7     |
| Hà Lan           | 1 (2014)                               | 1 (2024)                         |          |          | 5 (2010, 2016, 2017, 2019, 2023)             | 7     |
| Đan Mạch         | 1 (1998)                               |                                  | 1 (2001) |          | 4 (2002, 2006, 2012, 2018)                   | 6     |
| Ý                | 1 (2008)                               |                                  | 1 (1999) |          | 2 (2004, 2011)                               | 4     |
| Nga              | 1 (2005)                               |                                  |          |          | 2 (2004, 2006)                               | 3     |
| Na Uy            |                                        | 5 (2001, 2003, 2008, 2011, 2022) |          | 1 (1999) | 3 (2007, 2014, 2018)                         | 9     |
| Thụy Sĩ          |                                        |                                  |          |          | 3 (2009, 2011, 2016)                         | 3     |
| Phần Lan         |                                        |                                  |          |          | 2 (2005, 2013)                               | 2     |
| Bồ Đào Nha       |                                        |                                  |          |          | 1 (2012)                                     | 1     |
| Cộng hòa Ireland |                                        |                                  |          |          | 1 (2014)                                     | 1     |
| Tổng cộng        | 25                                     | 25                               | 3        | 3        | 44                                           | 100   |

## Các quốc gia tham dự

### Các đội tham dự vòng chung kết lần đầu

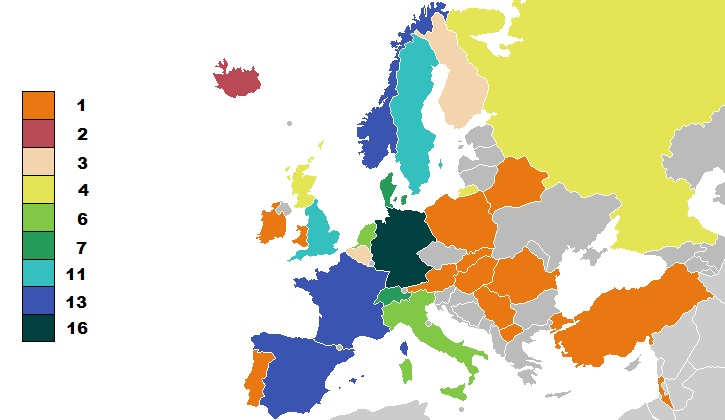
Số lần tham dự của các đội

Tính tới nay có 30 đội từng hoặc sắp được dự vòng chung kết
- 1st – Vô địch
- 2nd – Á quân
- 3rd – Hạng 3
- 4th – Hạng 4
- SF – Bán kết
- GS – Vòng bảng
- 5th – Hạng 5 (được tổ chức vào năm 2005 và 2017)
- 6th – Hạng 6 (được tổ chức vào năm 2005 và 2017)
- •  – Không vượt qua vòng loại
- ×  – Không tham dự / Rút lui
- q – Đã vượt qua vòng loại cho mùa giải tới
- — Chủ nhà

| Đội tuyển        | 2002 (8) | 2003 (8) | 2004 (8) | 2005 (8) | 2006 (8) | 2007 (8) | 2008 (8) | 2009 (8) | 2010 (8) | 2011 (8) | 2012 (8) | 2013 (8) | 2014 (8) | 2015 (8) | 2016 (8) | 2017 (8) | 2018 (8) | 2019 (8) | 2022 (8) | 2023 (8) | 2024 (8) | 2025 (8) | Tổng cộng |
| ---------------- | -------- | -------- | -------- | -------- | -------- | -------- | -------- | -------- | -------- | -------- | -------- | -------- | -------- | -------- | -------- | -------- | -------- | -------- | -------- | -------- | -------- | -------- | --------- |
| Áo               |          |          |          |          |          |          |          | •        | •        | •        | •        | •        | •        | •        | GS       | •        | •        | •        | •        | 5th      | •        |          | 2         |
| Belarus          |          |          |          |          |          |          |          | GS       | •        | •        | •        | •        | •        | •        | •        | •        | •        | •        | ×        | •        | •        | •        | 1         |
| Bỉ               |          |          |          |          | GS       |          |          | •        | •        | GS       | •        | •        | GS       | •        | •        | •        | •        | GS       | •        | GS       | •        |          | 5         |
| Séc              |          |          |          |          |          |          |          | •        | •        | •        | •        | •        | •        | •        | •        | •        | •        | •        | GS       | GS       | •        | •        | 2         |
| Đan Mạch         | SF       |          |          |          | SF       | GS       |          | •        | •        | •        | SF       | GS       | •        | GS       | •        | •        | SF       | •        | •        | •        | •        |          | 7         |
| Anh              | SF       | SF       |          | 6th      |          | 2nd      | GS       | 1st      | 2nd      | •        | GS       | 2nd      | GS       | GS       | •        | 5th      | •        | GS       | GS       | •        | SF       | q        | 16        |
| Phần Lan         |          |          | GS       | SF       |          |          |          | •        | •        | •        | •        | SF       | •        | •        | •        | •        | •        | •        | •        | •        | •        |          | 3         |
| Pháp             | 2nd      | 1st      | GS       | 2nd      | 2nd      | SF       | GS       | SF       | 1st      | •        | •        | 1st      | •        | SF       | 1st      | 2nd      | GS       | 1st      | SF       | SF       | SF       |          | 18        |
| Đức              | 1st      | GS       | 2nd      | SF       | 1st      | 1st      | SF       | GS       | SF       | 1st      | •        | SF       | •        | SF       | GS       | SF       | 2nd      | 2nd      | GS       | 2nd      | GS       |          | 19        |
| Hungary          |          |          |          | GS       |          |          |          | •        | •        | •        | •        | •        | •        | •        | •        | •        | •        | •        | •        | •        | •        | •        | 1         |
| Iceland          |          |          |          |          |          | GS       |          | GS       | •        | •        | •        | •        | •        | •        | •        | •        | •        | •        | •        | 6th      | •        | •        | 3         |
| Israel           |          |          |          |          |          |          |          | •        | •        | •        | •        | •        | •        | GS       | •        | •        | •        | •        | •        | •        | •        |          | 1         |
| Ý                |          | GS       | SF       |          |          |          | 1st      | •        | GS       | SF       | •        | •        | •        | •        | •        | GS       | GS       | •        | GS       | •        | •        |          | 8         |
| Litva            |          |          |          |          |          |          |          | •        | •        | •        | •        | •        | •        | •        | •        | •        | •        | •        | •        | •        | GS       | •        | 1         |
| Hà Lan           |          | GS       |          |          | GS       |          |          | •        | SF       | GS       | •        | •        | 1st      | •        | SF       | SF       | GS       | SF       | •        | SF       | 2nd      |          | 11        |
| Bắc Macedonia    |          |          |          |          |          |          |          | •        | GS       | •        | •        | •        | •        | •        | •        | •        | •        | •        | •        | •        | •        | •        | 1         |
| Bắc Ireland      |          |          |          |          |          |          |          | •        | •        | •        | •        | •        | •        | •        | •        | GS       | •        | •        | •        | •        | •        | •        | 1         |
| Na Uy            | GS       | 2nd      | GS       |          |          | SF       | 2nd      | GS       | •        | 2nd      | •        | GS       | SF       | GS       | GS       | •        | SF       | GS       | 2nd      | •        | •        |          | 14        |
| Ba Lan           |          |          |          |          |          | GS       |          | •        | •        | •        | •        | •        | •        | •        | •        | •        | •        | •        | •        | •        | •        | q        | 2         |
| Bồ Đào Nha       |          |          |          |          |          |          |          | •        | •        | •        | SF       | •        | •        | •        | •        | •        | •        | •        | •        | •        | •        |          | 1         |
| Cộng hòa Ireland |          |          |          |          |          |          |          | •        | •        | •        | •        | •        | SF       | •        | •        | •        | •        | •        | •        | •        | GS       |          | 2         |
| România          |          |          |          |          |          |          |          | •        | •        | •        | GS       | •        | •        | •        | •        | •        | •        | •        | •        | •        | •        | •        | 1         |
| Nga              |          |          | SF       | 1st      | SF       |          |          | •        | •        | GS       | •        | •        | •        | •        | •        | •        | •        | •        | ×        | ×        | ×        | ×        | 4         |
| Scotland         |          |          |          | GS       |          |          | GS       | •        | GS       | •        | •        | •        | GS       | •        | •        | 6th      | •        | GS       | •        | •        | •        |          | 6         |
| Serbia           |          |          |          |          |          |          |          | •        | •        | •        | GS       | •        | •        | •        | •        | •        | •        | •        | •        | •        | GS       |          | 2         |
| Slovakia         |          |          |          |          |          |          |          | •        | •        | •        | •        | •        | •        | •        | GS       | •        | •        | •        | •        | •        | •        | •        | 1         |
| Tây Ban Nha      | GS       | GS       | 1st      |          |          | GS       | GS       | •        | GS       | GS       | 2nd      | •        | 2nd      | 2nd      | 2nd      | 1st      | 1st      | SF       | 1st      | 1st      | 1st      | q        | 18        |
| Thụy Điển        | GS       | SF       |          |          | GS       |          | SF       | 2nd      | •        | •        | 1st      | GS       | GS       | 1st      | •        | •        | •        | •        | SF       | •        | •        |          | 10        |
| Thụy Sĩ          | GS       |          | GS       | 5th      | GS       |          |          | SF       | •        | SF       | •        | •        | •        | •        | SF       | •        | GS       | •        | •        | •        | •        |          | 8         |
| Thổ Nhĩ Kỳ       |          |          |          |          |          |          |          | •        | •        | •        | GS       | •        | •        | •        | •        | •        | •        | •        | •        | •        | •        | •        | 1         |
| Wales            |          |          |          |          |          |          |          | •        | •        | •        | •        | GS       | •        | •        | •        | •        | •        | •        | •        | •        | •        |          | 1         |

Từ năm 2002, không có trận tranh hạng 3

## Thống kê

### Vua phá lưới
| Năm  | Cầu thủ | Bàn thắng |
| ---- | --- | --------- |
| 2002 | Claire Morel Barbara Müller | 4         |
| 2003 | Shelley Thompson | 4         |
| 2004 | Anja Mittag | 6         |
| 2005 | Elena Danilova | 9         |
| 2006 | Elena Danilova | 7         |
| 2007 | Marie-Laure Delie Fanndís Friðriksdóttir Ellen White                                                                               | 3         |
| 2008 | Marie Pollmann | 4         |
| 2009 | Sofia Jakobsson | 5         |
| 2010 | Turid Knaak Lieke Martens | 4         |
| 2011 | Melissa Bjånesøy | 7         |
| 2012 | Elin Rubensson | 5         |
| 2013 | Pauline Bremer | 6         |
| 2014 | Vivianne Miedema | 6         |
| 2015 | Stina Blackstenius | 6         |
| 2016 | Marie-Antoinette Katoto | 6         |
| 2017 | Patricia Guijarro | 5         |
| 2018 | Dajan Hashemi Paulina Krumbiegel Lynn Wilms Bản mẫu:Country data Nor Andrea Norheim Olga Carmona Alisha Lehmann Géraldine Reuteler | 2         |
| 2019 | Melvine Malard | 4         |
| 2022 | Nicole Arcangeli | 5         |
| 2023 | Louna Ribadeira | 4         |
| 2024 | Nina Matejić | 5         |

### Cầu thủ xuất sắc nhất
| Năm  | Cầu thủ                      |
| ---- | ---------------------------- |
| 2002 | Viola Odebrecht              |
| 2003 | Sarah Bouhaddi               |
| 2004 | Anja Mittag                  |
| 2005 | Elena Danilova               |
| 2006 | Isabel & Monique Kerschowski |
| 2007 | Fern Whelan                  |
| 2008 | Sara Gama                    |
| 2009 | Ramona Bachmann              |
| 2010 | Nataša Andonova              |
| 2011 | Ramona Petzelberger          |
| 2012 | Elin Rubensson               |
| 2013 | Sandie Toletti               |
| 2014 | Vivianne Miedema             |
| 2015 | Stina Blackstenius           |
| 2016 | Marie-Antoinette Katoto      |
| 2017 | Patricia Guijarro            |
| 2018 | –                            |
| 2019 | –                            |
| 2022 | –                            |
| 2023 | Louna Ribadeira              |
| 2024 | Daniela Agote                |

### Tổng thành tích các đội
Dưới đây là tổng thành tích các đội tại các vòng chung kết. 3 điểm cho một trận thắng. Trận đấu nào phải giải quyết bằng loạt luân lưu thì tính là một trận hòa.
| XH | Đội tuyển        | Số VCK | Trận | Thắng | Hòa | Thua | BT:BB  | Điểm |
| -- | ---------------- | ------ | ---- | ----- | --- | ---- | ------ | ---- |
| 1  | Đức              | 16     | 63   | 46    | 7   | 10   | 168:56 | 145  |
| 2  | Pháp             | 13     | 56   | 32    | 9   | 15   | 103:65 | 105  |
| 3  | Tây Ban Nha      | 13     | 49   | 23    | 3   | 23   | 78:59  | 72   |
| 4  | Thụy Điển        | 11     | 41   | 16    | 12  | 13   | 53:54  | 60   |
| 5  | Anh              | 11     | 44   | 17    | 8   | 19   | 63:57  | 59   |
| 6  | Na Uy            | 13     | 46   | 16    | 11  | 19   | 59:66  | 59   |
| 7  | Ý                | 6      | 22   | 10    | 4   | 8    | 38:32  | 34   |
| 8  | Đan Mạch         | 7      | 23   | 11    | 1   | 11   | 22:24  | 34   |
| 9  | Hà Lan           | 6      | 22   | 10    | 3   | 9    | 42:27  | 33   |
| 10 | Thụy Sĩ          | 7      | 25   | 10    | 1   | 14   | 42:53  | 31   |
| 11 | Nga              | 4      | 16   | 7     | 3   | 6    | 29:35  | 24   |
| 12 | Phần Lan         | 3      | 11   | 3     | 2   | 6    | 11:22  | 11   |
| 13 | Cộng hòa Ireland | 1      | 4    | 3     | 0   | 1    | 5:6    | 9    |
| 14 | Bồ Đào Nha       | 1      | 4    | 1     | 1   | 2    | 1:2    | 4    |
| 15 | Scotland         | 4      | 12   | 1     | 1   | 10   | 13:42  | 4    |
| 16 | Thổ Nhĩ Kỳ       | 1      | 3    | 0     | 2   | 1    | 1:2    | 2    |
| 17 | România          | 1      | 3    | 0     | 1   | 2    | 1:3    | 1    |
| 18 | Ba Lan           | 1      | 3    | 0     | 1   | 2    | 1:7    | 1    |
| 19 | Slovakia         | 1      | 3    | 0     | 1   | 2    | 0:12   | 1    |
| 20 | Iceland          | 2      | 6    | 0     | 1   | 5    | 4:17   | 1    |
| 21 | Bỉ               | 3      | 6    | 0     | 1   | 6    | 5:21   | 1    |
| 22 | Serbia           | 1      | 3    | 0     | 0   | 3    | 1:8    | 0    |
| 22 | Hungary          | 1      | 3    | 0     | 0   | 3    | 1:8    | 0    |
| 24 | Wales            | 1      | 3    | 0     | 0   | 3    | 0:7    | 0    |
| 25 | Israel           | 1      | 3    | 0     | 0   | 3    | 1:9    | 0    |
| 26 | Áo               | 1      | 3    | 0     | 0   | 3    | 1:11   | 0    |
| 27 | Belarus          | 1      | 3    | 0     | 0   | 3    | 1:16   | 0    |
| 28 | Bắc Macedonia    | 1      | 3    | 0     | 0   | 3    | 1:19   | 0    |